# Rim of the Canyon
Rim of the Canyon è un film del 1949 diretto da John English.
È un western statunitense a sfondo musicale con Gene Autry e Nan Leslie. È basato sul racconto breve del 1948 Phantom.45s Talk Loud di Joseph Chadwick.

## Produzione
Il film, diretto da John English su una sceneggiatura di John K. Butler e un soggetto di Joseph Chadwick, fu prodotto da Armand Schaefer per la Gene Autry Productions e girato dal 6 al 20 dicembre 1948. Gene Autry interpreta in una sequenza il marshal Steve Autry, suo padre, in un flashback.

## Distribuzione
Il film fu distribuito negli Stati Uniti dal 1º luglio 1949 al cinema dalla Columbia Pictures. È stato distribuito anche in Brasile con il titolo Cidade Fantasma.

## Promozione
Le tagline sono:
- THE NEW AND THE OLD WEST CLASH as Gene blasts yesterday's badmen out of ghost city treasure cache!
- GENE'S AS FAST AS A PHANTOM ON THE DRAW...as he smokes out killers in a ghost town!